# Fahle maja
La maison de Fahl (estonien : Fahle maja) est un immeuble de grande hauteur construit dans le   district de Kesklinn à Tallinn, en Estonie.

## Présentation
Le bâtiment fait partie d'une ancienne usine de cellulose et de pâte à papier dont le bâtiment le plus remarquable est la haute et volumineuse chaufferie construite en pierre en 1926 et conçue par l'architecte Erich Jacoby.
Une partie de six étages avec des appartements a été ajoutée au-dessus de l'ancienne chaufferie, sur les murs en pierre.
Les architectes Andrus Kõresaar et Raivo Kotov (KOKO Arhitektid OÜ) ont reçu le prix annuel d'architecture de la Fondation culturelle estonienne pour la conception de la maison de Fahl en 2006. 
La construction du bâtiment a commencé en 2004 et le bâtiment a été achevé en 2007.

## Galerie

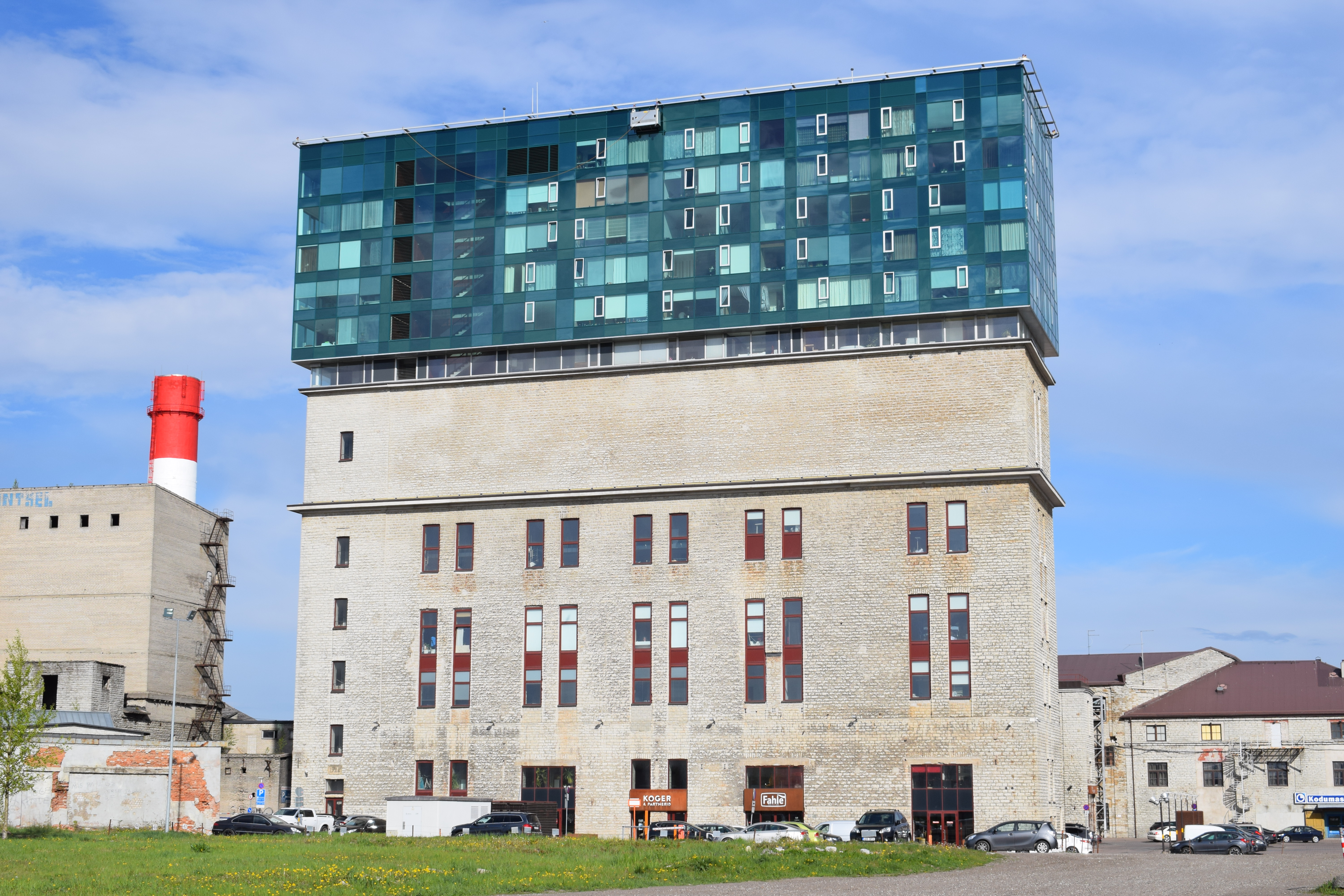
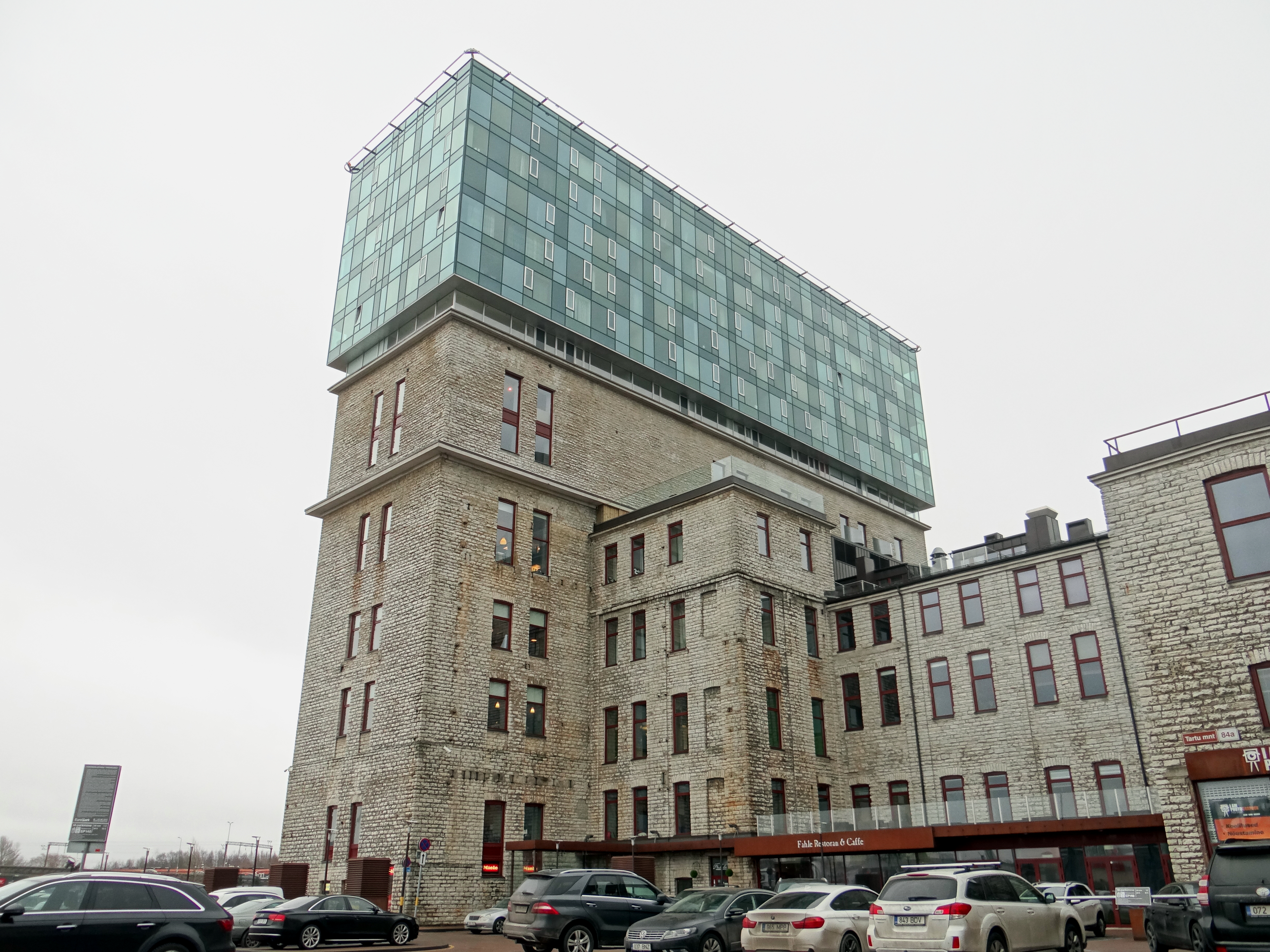